# Pitt Severin
Pitt Friedolin Severin (* 22. September 1920 in Hagen; † 9. April 1997 in Berlin) war ein deutscher Fotograf, Reporter und Journalist.

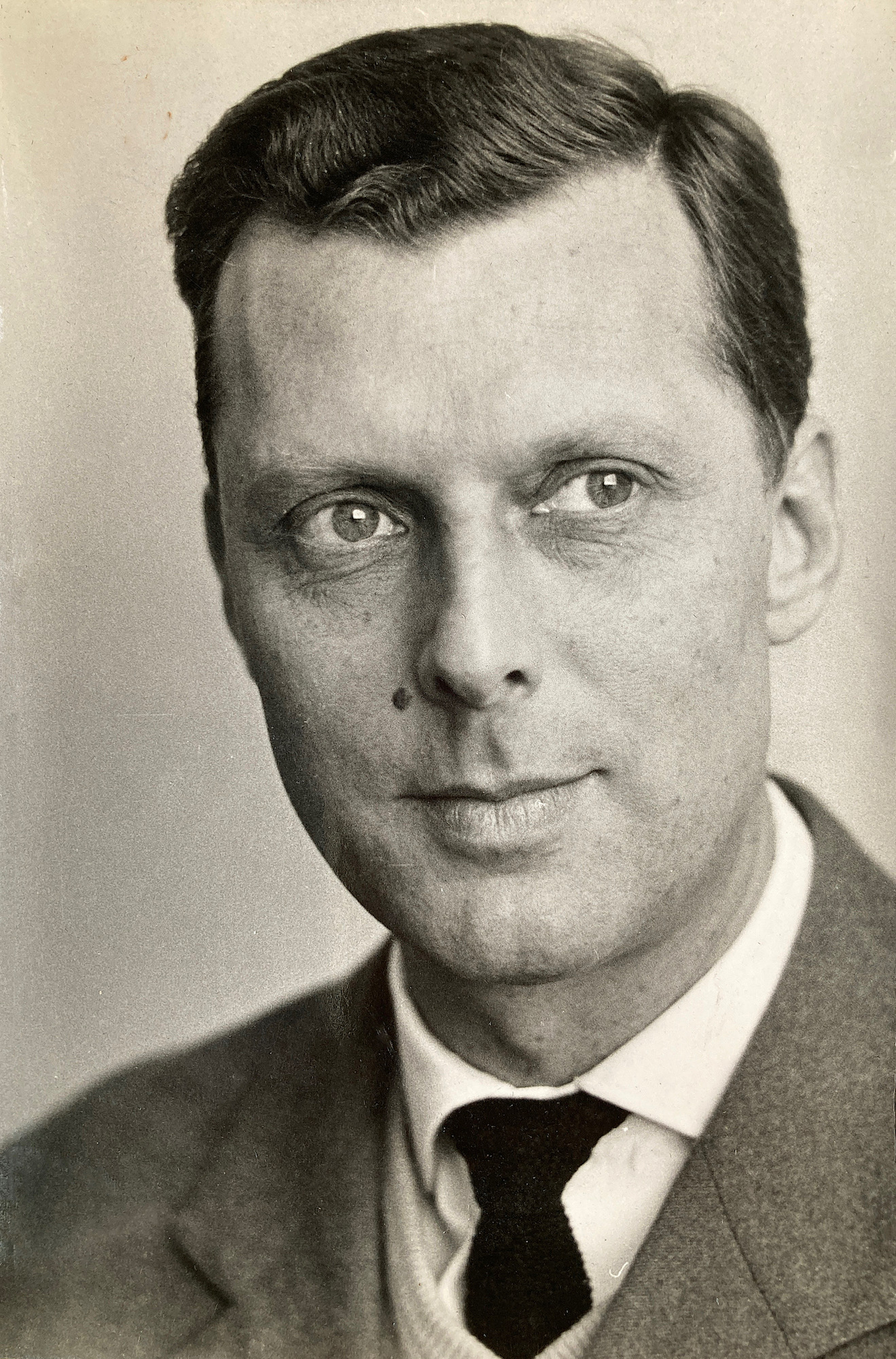
Pitt Severin, 1965

## Leben
Pitt Severin war der erstgeborene Sohn von Käthe und Walter Severin.
Pitt’s Mutter Käthe war Fotografin und hatte für das Karl Ernst Osthaus Museum gearbeitet. Walter Severin war der Begründer von vier Buchhandlungen, damals „Bücherstube Walter Severin“ genannt und einem Verlag. In den Bücherstuben wurden verschiedentlich auch Ausstellungen gezeigt.
Seine beiden jüngeren Geschwister Renata (1923–1997) und Jochen (1927–1995) wurden ebenfalls in Hagen geboren.
Die Familie war mit Karl Ernst Osthaus befreundet und lebte in der Gartenstadt Hohenhagen im von Jan Ludovicus Mathieu Lauweriks entworfenen Jan Thorn Prikker Haus am Stirnband. Schriftsteller, Künstler und Verleger wie Thorn Prikker, Eberhard Viegener, Christian Rohlfs, Albert Kranz, Norbert Jacques, Hans Franck, Alfred Flechtheim, Peter Behrens oder Ernst Rowohlt waren häufige Gäste im Haus und in der Hagener Bücherstube. Durch den frühen Tod von Karl Ernst Osthaus und dem damit einhergehenden Wandel der von ihm begründeten Museen, des Museum Folkwang und des Deutschen Museum für Kunst in Handel und Gewerbe, sowie durch finanzielle Verluste, verursacht durch die Weltwirtschaftskrise, zog die Familie 1930 nach Berlin.
In Berlin wurde Pitt Severin 16-jährig als Sportlerbetreuer zum „Ehrendienst“ bei den Olympischen Sommerspielen 1936 einberufen.
Ab 1937 erlernte Pitt Severin das Handwerk der Photographie. Gegen Kriegsende um 1944 erhielt er einen geheimen staatlichen Auftrag vom damaligen Propagandaministerium und wurde nach Österreich geschickt, um Schlösser und Burgen im Falle kommender Kriegsschäden zu dokumentieren.
Im Nachkriegs-Berlin erhielt Pitt Severin bereits im Herbst 1945 eine Akkreditierung als Pressefotograf von der US-amerikanischen Information Control Division, unterzeichnet von Hans Wallenberg, in der bestätigt wird, dass er als Fotograf für Die Neue Zeitung tätig ist.
In der Folge lieferten die beiden Brüder Jochen und Pitt Severin Pressefotos nach England und in die USA und bald auch an die Berliner Tagespresse in Berlin, z. B. an den Tagesspiegel. Hier lernten beide Friedrich Luft und Egon Bahr kennen mit denen sie eine lebenslange Freundschaft verband.
Im November 1950 reiste Pitt Severin erstmals in den Iran und dokumentierte im folgenden Februar 1951 die Hochzeit Mohammad Reza Pahlavi mit der mütterlicherseits deutschstämmigen Soraya Esfandiary Bakhtiary.
Hierüber erschien im Stern ein Bericht und eine erste Fotoreportage von ihm unter dem Pseudonym E.R. Porter.
Zurück in Hamburg lernte Pitt Severin Irene von Meyendorff, bei der Produktion des Films Gift im Zoo kennen und beide heiraten 1952.
1953 erschien in der Deutschen Illustrierten eine weitere Fotoreportage von Pitt Severin zu Soraya. Es folgten Fotoreportagen aus Bali und Cylon (1955) und 1959 erneut aus dem Iran. Auf Ceylon hatte er Swami Gauribala Giri, der auch German Swami genannt wurde und sein früherer Schulfreund Peter Joachim Schoenfeldt aus Berlin war, ausfindig gemacht. Dieser war 1936 als Jude aus Deutschland nach Cylon ausgewandert und lebte dortr als Einsiedler im Urwald.
Ab 1960 arbeitete Pitt Severin für den Springer Verlag in New York.
Von hier berichtete er z. B. 1968 im Stern: New York, Pitt Severin, Für NPD-Anhänger, Besserwisser, für Ängstliche und für Konservative ist diese Stadt nichts. Denn sie ist unordentlich, laut, undiszipliniert, eigenwillig bis zur Schizophrenie, sie ist tolerant, weltoffen, berlinerisch, wie Berlin es war zu seinen besten Zeiten. Bis anno 33 also. Für alle anderen ist die Stadt Ereignis. Denn sie ist keck und voller Witz, voll Mut und Kraft und Macht, voll Schrecken und Gewalt, voll Poesie und voller Zärtlichkeit.
Als Redakteur war er in der Folghe für verschiedene Zeitschriftenverlage wie den Stern, Constanze, Die Welt, Quick und Weltbild und als Chefredakteur bei Schöner Wohnen angestellt, wo er Journale und Fotoreportagen produzierte.
In zweiter Ehe heiratete Pitt Severin 1966 Regine Quaet-Faslem, Tochter des Kapitäns Quaet-Faslem und Enkelin des Admirals Qauet-Faslem, mit der er den Sohn Pitt hatte.
1974 gaben Pitt Severin und der Journalist Hartmut Jetter das Buch 25 Jahre Bundesrepublik Deutschland mit Beiträgen von Egon Bahr, Willy Brandt, Walter Scheel, Herbert Wehner, Helmut Schmidt, Bruno Kreisky, Friedrich Dürrenmatt, Robert Havemann Werner Höfer u. v. a. heraus.

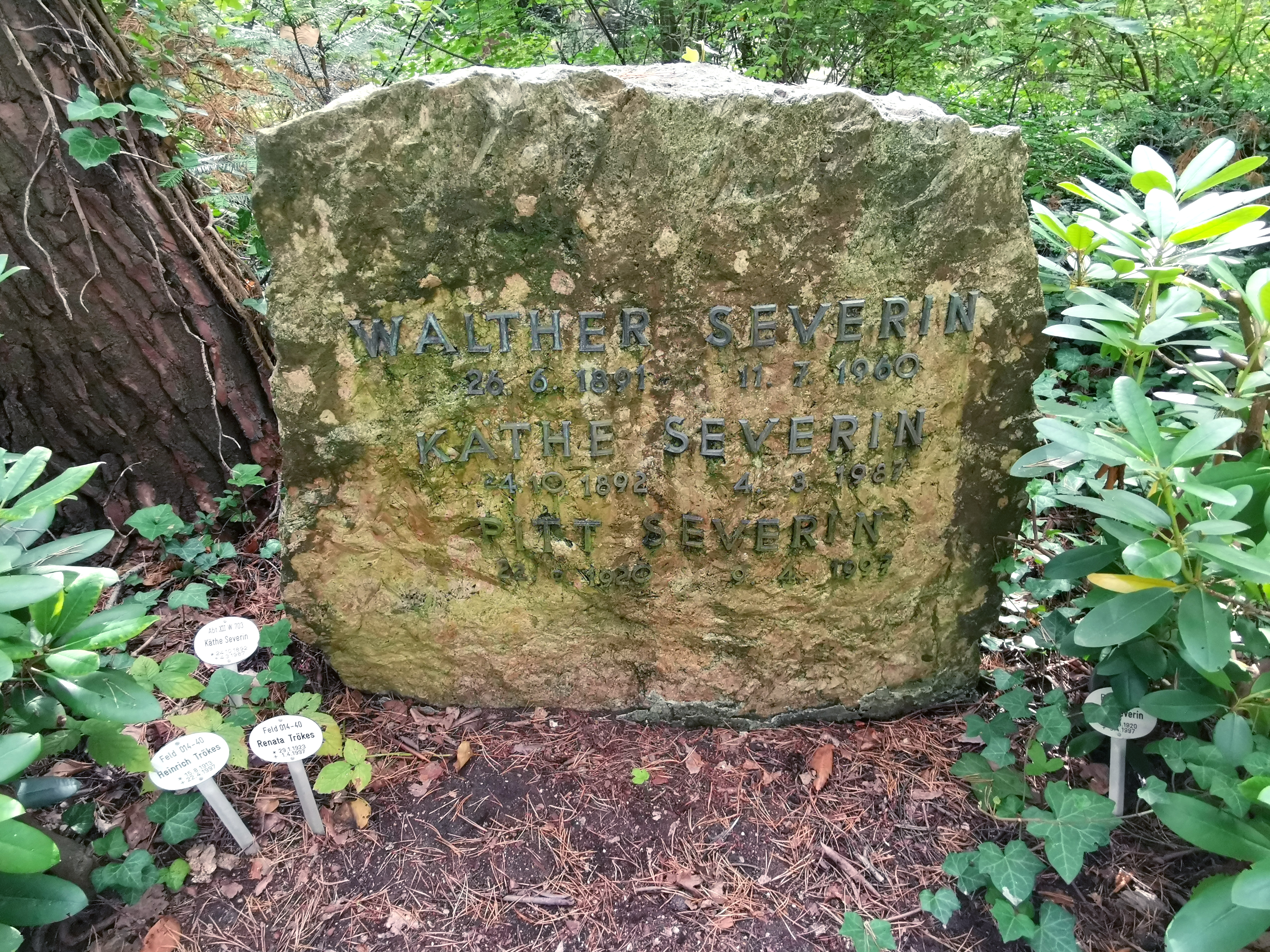
Familiengrabstätte von Severin auf dem Waldfriedhof Zehlendorf in Berlin.

Von 1976 bis 1978 arbeitete Pitt Severin für Hubert Burda in Offenburg, wo er für die Bunte arbeitete. Anschließend ging er zurück nach Hamburg, wo er für die Welt am Sonntag das Magazin entwickelte. Die Idee eines Beilagen-Magazins hatte Severin aus den USA mit nach Deutschland gebracht und bereits bei früheren Verlagstätigkeiten eingeführt.
Mit Televersal entwickelte Severin die erste Verkehrsgerichtsendung vom HUK-Verband für das Deutsche Fernsehen finanziert.
Seine letzten Tätigkeiten waren als Ombudsmann für verschiedene deutsche Buchgemeinschaften, so bei dem Club Bertelsmann, bei der Büchergilde Gutenberg oder einen Bücherclub der Verlagsgruppe Georg von Holtzbrinck.
Pitt Severin starb 1997 in Berlin. Er ist in der Familiengrabstätte auf dem Waldfriedhof Zehlendorf beerdigt.